# Абдера (дем)
Абдера или Авдира (на гръцки: Δήμος Αβδήρων) е дем в област Източна Македония и Тракия, Гърция. Център на дема е град Абдера.

## Селища
Дем Абдера е създаден на 1 януари 2011 година след обединение на три бивши административни единици – демите Абдера и Гьокчелер (Селеро) и Буругьол (Вистонида) по закона Каликратис.

### Демова единица Гьокчелер
По данни от 2001 година населението на бившия дем е 4509 жители. Демовата единица се състои от следните общински секции и села:
- Демова секция Гьокчелер
  - село Гьокчелер (Σέλερο, Селеро) – 1726 жители
  - село Корукьой (Άκαρπο, Акарпо) – 226 жители
  - село Юкари Киличакьой (Άνω Πολύσιτος, Ано Полистос) – 61 жители
  - село Юнкьой, Юккьой, Хоюккьой (Βελοχώρι, Велохори) – 210 жители
  - село Еркенджилер (Γρήγορο, Григоро) – 239 жители
  - село Сакаркая (Λευκόπετρα, Левкопетра) – 638 жители
  - село Боклуджа (Ρύμη, Рими) – 13 жители
  - село Караджанлар (Σήμαντρα, Симандра) – 713 жители
  - село Динеклер (Φίλια, Филия) – 683 жители